# Roommates
Roommates ist ein US-amerikanischer Porno-Spielfilm aus dem Jahr 1981.

## Handlung
Drei Frauen aus unterschiedlichen sozialen Schichten ziehen in eine Wohngemeinschaft in New York City. Billie strebt nach einem Leben als Callgirl nach einem Neuanfang, Joan muss sich nach ihrer Ausbildung als Schauspielerin im richtigen Leben erst beweisen, und die Kalifornierin Sherry gerät als Fotomodell auf die schiefe Bahn.

## Auszeichnungen
- 1982: Adult Film Association of America Award "Best Director" (Chuck Vincent) für Roommates
- 1982: Adult Film Association of America Award "Best Film"
- 1982: Adult Film Association of America Award "Best Screenplay"
- 1982: Adult Film Association of America Award "Best Actress" (Veronica Hart) in Roommates
- 1982: Adult Film Association of America Award "Best Supporting Actor" (Jamie Gillis) in Roommates
- Der Film wurde in die XRCO Hall of Fame aufgenommen.